# Беляков, Виталий Дмитриевич
Виталий Дмитриевич Беляков (1921—1996) — советский и российский учёный-медик, эпидемиолог и инфекционист, организатор здравоохранения и медицинской науки, доктор медицинских наук (1963), профессор (1965). Академик АМН СССР (1978; член-корреспондент с 1971), генерал-майор медицинской службы (1979).

## Биография
Родился 10 ноября 1921 года в деревне Юрцыно, Комсомольского района Ивановской области.
В 1938 году окончил с отличием среднюю школу в Лениинграде. С 1938 по 1942 годы проходил обучение в Военно-медицинской академии имени С. М. Кирова. Показав отличные успехи в учёбе, в годы Великой Отечественной войны являлся сталинским стипендиатом.
С 1942 по 1952 годы проходил службу в рядах РККА на офицерских медицинских должностях, пройдя путь от военного врача стрелковой части до руководителя санитарно-эпидемиологической лаборатории УПВ МГБ пограничного округа. С 1952 по 1955 годы обучался в адъюнктуре по кафедре эпидемиологии Военно-медицинской академии имени С. М. Кирова, был учеником основоположников войсковой противоэпидемической службы — И. И. Рогозина и Г. А. Знаменского.
С 1955 года начал свою педагогическую деятельность на кафедре эпидемиологии Военно-медицинской академии имени С. М. Кирова: с 1955 по 1957 годы — младший преподаватель и преподаватель, с 1957 по 1959 годы — старший преподаватель, с 1959 по 1964 годы — доцент, с 1964 по 1982 годы являлся начальником кафедры общей и военной эпидемиологии. С 1982 по 1996 годы являлся заведующим кафедрой эпидемиологии Московской медицинской академии имени И. М. Сеченова.
В 1955 году защитил диссертацию на соискание учёной степени кандидат медицинских наук на тему «Сравнительная оценка эффективности методов прививочной профилактики дизентерии», в 1963 году становится доктором медицинских наук. В 1959 году Белякову было присвоено учёное звание доцента, в 1965 году учёное звание профессора.
В 1971 году был избран член-корреспондентом АМН СССР, в 1978 году избран академиком АМН СССР. В 1979 году Постановлением Совета Министров СССР было присвоено воинское звание генерал-майор медицинской службы.
Автор более пятисот научных трудов, в том числе двадцати монографий в области теоретических проблем эпидемиологии, под его руководством было защищено более сорока кандидатских и двенадцать докторских диссертаций.
Скончался 9 декабря 1996 года в Санкт-Петербурге, похоронен на Богословском кладбище.

Могила Белякова на Богословском кладбище Санкт-Петербурга

## Награды и премии
- Орден Отечественной войны I степени
- Орден Трудового Красного Знамени
- Орден Красной Звезды
- Медаль «За боевые заслуги»

## Труды
- Иммунопрофилактика в эпидемиологии. — М.: Медгиз, 1961. — 338 с.
- Эпидемический процесс: (Теория и метод изучения). — Л.: Медицина. Ленингр. отд-ние, 1964. — 244 с.
- Иммунологический анализ в эпидемиологии / В. Д. Беляков, Р. Х. Яфаев. — Л.: Медицина. Ленингр. отд-ние, 1969. — 254 с.
- Военная эпидемиология: Учебник / Воен.-мед. акад. им. С. М. Кирова. — Л., 1976. — 379 с.
- Учебное пособие по военной гигиене и эпидемиологии: Для мед. ин-тов / Введ. Д. Д. Кувшинского. — М. : Медицина, 1978. — 363 с.
- Стрептококковая инфекция / В. Д. Беляков, А. П. Ходырев, А. А. Тотолян. — Л.: Медицина. Ленингр. отд-ние, 1978. — 294 с.
- Качество и эффективность противоэпидемических мероприятий / В. Д. Беляков, А. А. Дегтярев, Ю. Г. Иванников. — Л.: Медицина. Ленингр. отд-ние, 1981. — 303 с.
- Военная гигиена и эпидемиология / В. Д. Беляков, Е. Г. Жук. — 2-е изд., перераб. и доп. — М.: Медицина, 1988. — 319 с. — ISBN 5-225-00003-7.
- Эпидемиология / В. Д. Беляков, Р. Х. Яфаев. — М.: Медицина, 1989. — 415 с. — ISBN 5-225-01513-1.
- Псевдомонады и псевдомонозы / В. Д. Беляков, Л. А. Ряпис, В. И. Илюхин. — М.: Медицина, 1990. — 223 с. — ISBN 5-225-00687-6.
- Избранные лекции по общей эпидемиологии инфекционных и неинфекционных заболеваний / В. Д. Беляков. — М.: Медицина, 1995. — 176 с. — ISBN 5-225-02826-8.
- Введение в эпидемиологию инфекционных и неинфекционных заболеваний человека: Учеб. пособие для студентов мед. вузов / В. Д. Беляков, Т. А. Семененко, М. Х. Шрага. — М.: Медицина, 2001. — 262 с. — ISBN 5-225-04186-8.

## Память
- Кафедра (общей и военной эпидемиологии) имени академика В. Д. Белякова Военно-медицинской академии имени С. М. Кирова[6]